# 20 a.C.
Il 20 a.C. (XX a.C. in numeri romani) è un anno  del I secolo a.C.

## Eventi
- Vipsanio Agrippa inizia la campagna militare contro Austriani, Baschi e Cantabri nella futura Spagna Citeriore.
- Il re parto Fraate IV restituisce a Roma in seguito all'azione diplomatica di Augusto le insegne partiche dell'esercito di Crasso sconfitto a Carre.
- In Armenia una congiura elimina Artaxias II d'Armenia (Artasse) e porta al trono suo fratello il filo-romano Tigrane III d'Armenia.
- Ferora diventa Tetrarca di Perea.
- Ferora rompe il fidanzamento con Salampsio, figlia di suo fratello Erode il Grande; Salampsio sposa il cugino Fasaele.

## Nati
- Erode Antipa, romana
- Gaio Cesare, politico e militare romano († 4)
- Apione, grammatico egiziano († 45)
- Aulo Virgio Marso, militare romano († 40)

## Morti
- Mitridate II di Commagene, re